# Estación de Bloemfontein
Estación de ferrocarril de Bloemfontein (en inglés: Bloemfontein railway station) es una estación de tren ubicada en Bloemfontein, Provincia del Estado Libre, Sudáfrica.
La primera línea de ferrocarril que conecta Bloemfontein a Ciudad del Cabo se abrió en 1890, lo que resultó en un emplazamiento de la estación céntrica en la esquina de las calles Maitland y Harvey, al este de Kings Park. Situado en el centro de la ciudad y de la nación en marzo de 1900 en la batalla de Paardeberg durante la segunda guerra bóer, la estación se convirtió en un punto importante de la lucha estratégica entre los bóeres y el ejército británico, dirigido por el general Roberts.
La moderna estación es servida por los trenes interurbanos Shosholoza Meyl que conectan a Johannesburgo, Port Elizabeth y East London seis veces a la semana; Kimberley dos veces por semana; y Durban y Ciudad del Cabo una vez por semana.